# Taumant
Taumant je grčki morski bog.

## Etimologija
Taumant znači "čudo" (grč. N. Θαῦμας, thaumatos, G. Θαύμαντος). Drugo mu je ime Taumat. U grčkoj mitologiji, bog prirodnih pojava na moru; sin Ponta, boga mor. dubina i Geje, zemaljske božice.

## Karakteristike
Taumant je čudesni i prelijepi bog, koji se ljudima objavljuje u svoj svojoj čudesnoj ljepoti, često iznenada. Jedino stanovnici zemalja koje su udaljene od mora ne mogu vidjeti Taumanta, ali im je to velika želja. 

## Mitologija

### Bog Taumant
Taumant je rođen iz braka Geje, prelijepe Majke Zemlje, i njezinog sina, Ponta od Mora, nakon kastracije nebeskog boga Urana. Heziod nabraja Taumantovu braću i sestre, morska božanstva: starac Nerej, ponosni Fork, lijepa Keta i Euribija. Fork je oženio svoju sestru Ketu i postao predak čudovišta, a Taumant je oženio božicu lijepu kao i on, svoju nećakinju, Okeanidu Elektru, kćer Okeana i Tetije, morskih bogova i starih Titana. Elektra je rodila brzu i predivnu Iridu (Duga) i ružne nakaze, poluptice Harpije (Divlji vjetrovi) "lijepe kose". S tim da je Irida doista Taumantova kćer slaže se i Platon: "Onaj tko kaže da je Irida bila Taumantovo dijete čini dobru genealogiju." Higin tvrdi da su Harpije kćeri Taumanta, ali ne i njegove žene, već Ozomene; ipak, moguće je da je to ustvari samo Elektrin nadimak. Ciceron potvrđuje srodstvo Irde i Taumanta tako što piše da, jer je prelijepa i čudesna, duga mora biti božanstvo povezano s bogom čuda, Taumantom. 

### KentaurTaumant
Jedan se kentaur, polučovjek polukonj, također zvao Taumant.